# Российская история
«Росси́йская исто́рия» — ведущий реферируемый научный журнал в области истории России. Основан в марте 1957 года. Периодичность выхода — 6 раз в год. Учредители: Российская академия наук и Институт российской истории РАН. Входит в список ВАК, а также в международные индексы научного цитирования Web of Science и Scopus.

## История журнала
В 1957—1992 годах журнал выходил под названием «История СССР». С 1992 по 2008 год назывался «Отечественная история». С 2009 года — «Российская история».
Журнал пережил расцвет под руководством С. В. Тютюкина. После его ухода в 2007 г. с поста главного редактора стали падать как тиражи, так и, по мнению некоторых специалистов, качество публикаций.

## Главные редакторы
- акад. М. П. Ким (1957—1960)
- д.и.н. В. Д. Мочалов (1960—1966)
- акад. Ю. А. Поляков (1966—1968)
- акад. И. Д. Ковальченко (1969—1988)
- д.и.н. И. Е. Зеленин (1989—1990)
- д.и.н. К. Ф. Шацилло (1990—1995)
- д.и.н. С. В. Тютюкин (1996—2007)
- д.филос.н. А. Н. Медушевский (2007—2012)
- д.и.н. С. С. Секиринский (29.05.[3]—08.11.2012)
- д.и.н. И. А. Христофоров (26.02.2013[4]—30.03.2017)
- д.и.н. Р. Г. Пихоя (2017—2022)
- д.и.н. В. Н. Захаров (с 2022)

## Редакционная коллегия

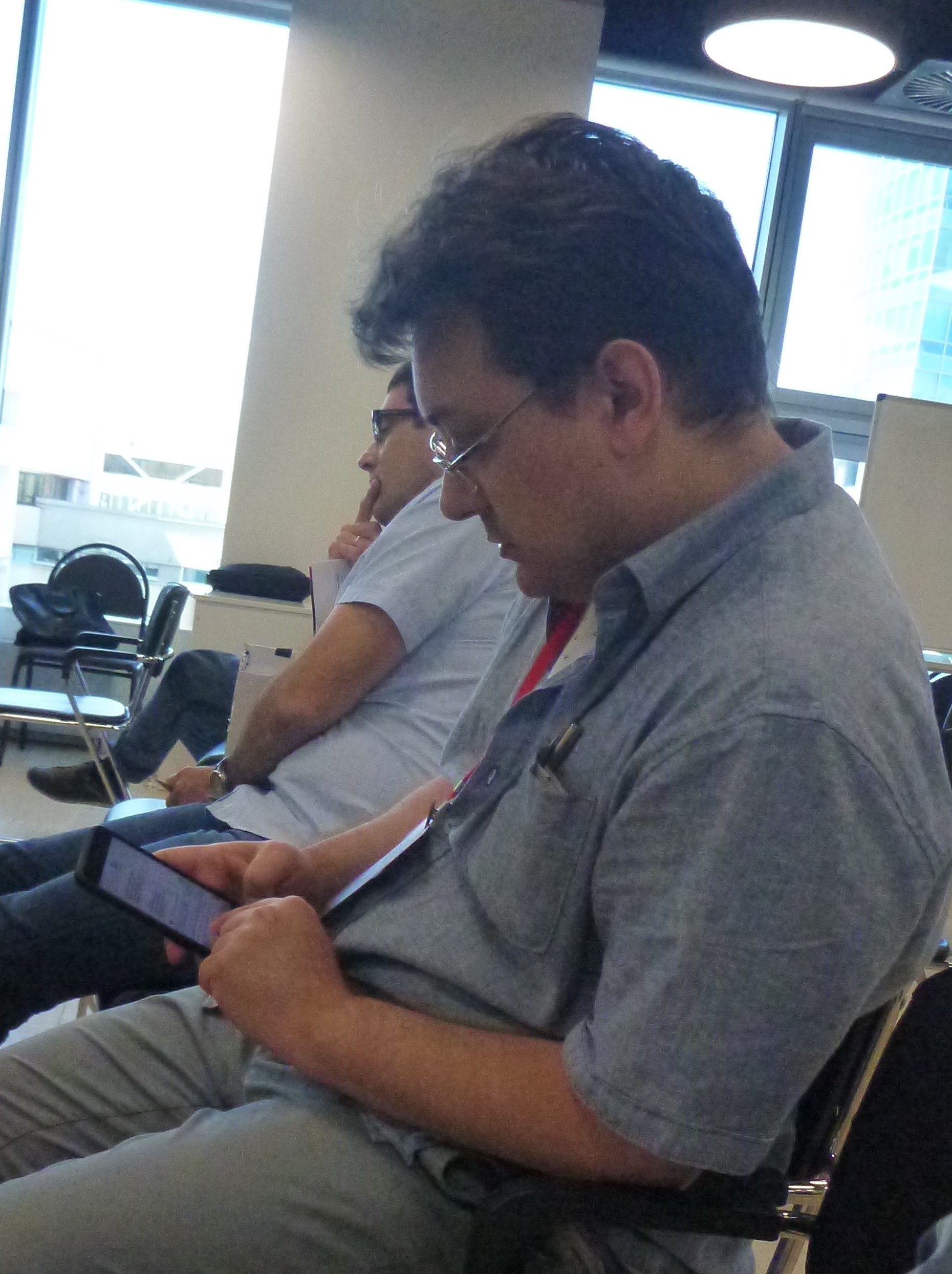
Научный редактор «Российской истории» Владимир Круглов

В состав редколлегии входят: д.и.н. О. Г. Агеева, А. Блюм (Франция), д.и.н. О. В. Будницкий, д.и.н. В. П. Булдаков, д.и.н. М. Г. Вандалковская, член-корр. РАН П. Г. Гайдуков, Х. Граля (Польша), д.и.н. В. Дённингхаус, к.и.н. Е. В. Добычина, д.и.н. С. В. Журавлёв, д.и.н. В. В. Зверев, д.и.н. Е. Ю. Зубкова, к.и.н. В. М. Зубок (Великобритания), д.и.н. Б. И. Колоницкий, М. Крамер (США), д.и.н. В. А. Кучкин, д.и.н. Д. В. Лисейцев (зам. главного редактора), к.и.н. А. В. Мамонов (зам. главного редактора), д.и.н. Е. А. Мельникова, к.и.н. Л. В. Мельникова, д.и.н. Ю. А. Петров, акад. Е. И. Пивовар, д.и.н. Д. А. Редин, член-корр. РАН П. Ю. Уваров, д.и.н. О. В. Хлевнюк, д.и.н. И. А. Христофоров, д.и.н. В. В. Шелохаев, к.и.н. А. В. Юрасов.